# Osmia emarginata
Osmia emarginata är en biart som beskrevs av Amédée Louis Michel Lepeletier 1841. Osmia emarginata ingår i släktet murarbin, och familjen buksamlarbin.

## Underarter
Arten delas in i följande underarter:
- O. e. emarginata
- O. e. infuscata